# تيم تويلمان
تيم تويلمان (بالإنجليزية: Tim Twellman)‏ هو لاعب كرة قدم ومدرب كرة قدم أمريكي في مركز الهجوم، ولد في 1 مايو 1955 في سانت لويس في الولايات المتحدة. شارك مع منتخب الولايات المتحدة لكرة القدم. أما مع النوادي، فقد لعب مع تلسا رافنكس وشيكاغو ستينغ.